# Camp Douglas (Wisconsin)
Camp Douglas es una villa ubicada en el condado de Juneau en el estado estadounidense de Wisconsin. En el Censo de 2010 tenía una población de 601 habitantes y una densidad poblacional de 229,07 personas por km².

## Geografía
Camp Douglas se encuentra ubicada en las coordenadas 43°55′11″N 90°16′11″O / 43.91972, -90.26972. Según la Oficina del Censo de los Estados Unidos, Camp Douglas tiene una superficie total de 2.62 km², de la cual 2.62 km² corresponden a tierra firme y (0%) 0 km² es agua.

## Demografía
Según el censo de 2010, había 601 personas residiendo en Camp Douglas. La densidad de población era de 229,07 hab./km². De los 601 habitantes, Camp Douglas estaba compuesto por el 97.5% blancos, el 0.5% eran afroamericanos, el 0.17% eran amerindios, el 0.33% eran asiáticos, el 0% eran isleños del Pacífico, el 0.5% eran de otras razas y el 1% pertenecían a dos o más razas. Del total de la población el 0.83% eran hispanos o latinos de cualquier raza.